# Reichenberger Automobil Fabrik
Liberecká továrna automobilů RAF (Reichenberger Automobil Fabrik) byla automobilka založená v roce 1907 průmyslníkem, majitelem textilních továren a automobilovým závodníkem Theodorem Liebiegem, vnukem Johanna Liebiega v tehdejší samostatné obci Rosenthal bei Reichenberg (dnešní liberecká čtvrť Růžodol). Theodor Liebieg mimo to pozitivně ovlivňoval výrobu motocyklů a automobilů u firem NW, Linser a Laurin & Klement.

## Historie
Na přelomu let 1905 a 1906 vzniká v Liberci, v Barvířské ul. první vůz, zkonstruovaný továrníkem Christianem Linserem (firma založena 1858), který byl doposud znám zpracováním kovů a později výrobou kovového zboží, požárních stříkaček a motocyklů Zeus. Jeho firma došla k výrobě automobilů přes motorová kola (a k nim i postranní vozíky), od roku 1902 vyráběla motocykly Zeus a v roce 1906 představila na automobilové výstavě ve Vídni i automobil Linser Voituretta. Po složitém, půlročním vyjednávání se Liebiegovi podařilo automobilovou divizi odkoupit tak, že v průběhu roku 1907 Linser od výroby automobilů ustupuje a zanechává ji včetně technické dokumentace nově založené automobilce RAF.
V roce 1907 Liebieg společně s přáteli Alfredem nebo Willim Ginzkeyem z Vratislavic nad Nisou (odborníci se nemohou shodnout, který z bratrů to byl, ale častěji je zmiňován Alfred) a Oskarem von Klingerem z Nového Města pod Smrkem založil Libereckou továrnu automobilů R. A. F. (Reichenberger Automobil Fabrik). Ta sídlila zpočátku v bývalé Linserově továrně, v Barvířské ulici č. 18. Krátce nato (1908) se továrna stěhuje do nových prostor v liberecké části Růžodol I, kde byla továrna postavena na zakoupených pozemcích tzv. na "zelené" louce. Uvádí se, že Liebieg chtěl svými automobily konkurovat firmě Laurin & Klement, a tak není divu, že jeho výrobní program byl velice pestrý. Během následujících let přivedl na svět nejen osobní automobily, ale také nákladní vozy vč. sanitek, hasičských a komunálních vozů a také autobusy. Už od samých počátků byla výroba orientovaná na vozy vyšší a luxusnější kategorie. Jednotlivé modely se vyráběly v nejrůznějších provedeních nebo se dodávaly pouze podvozky s motorem pro karosářské firmy. Individuální karoserie stavěly specializované firmy, mezi kterými vynikala především karosárna Petera a synové z Vrchlabí.
Se vzrůstajícími nároky na obchodní činnost založila firma v roce 1911 jako společnost s r.o. samostatný podnik, jehož hlavní úkol spočíval v prodeji vozů RAF, náhradních dílů a také provozování koncesionářské osobní a nákladní přepravy. Obchodním ředitelem byl jmenován Karl Cecelits, který zastával tutéž funkci také v automobilce společně s konstruktérem Paulem Henzem.

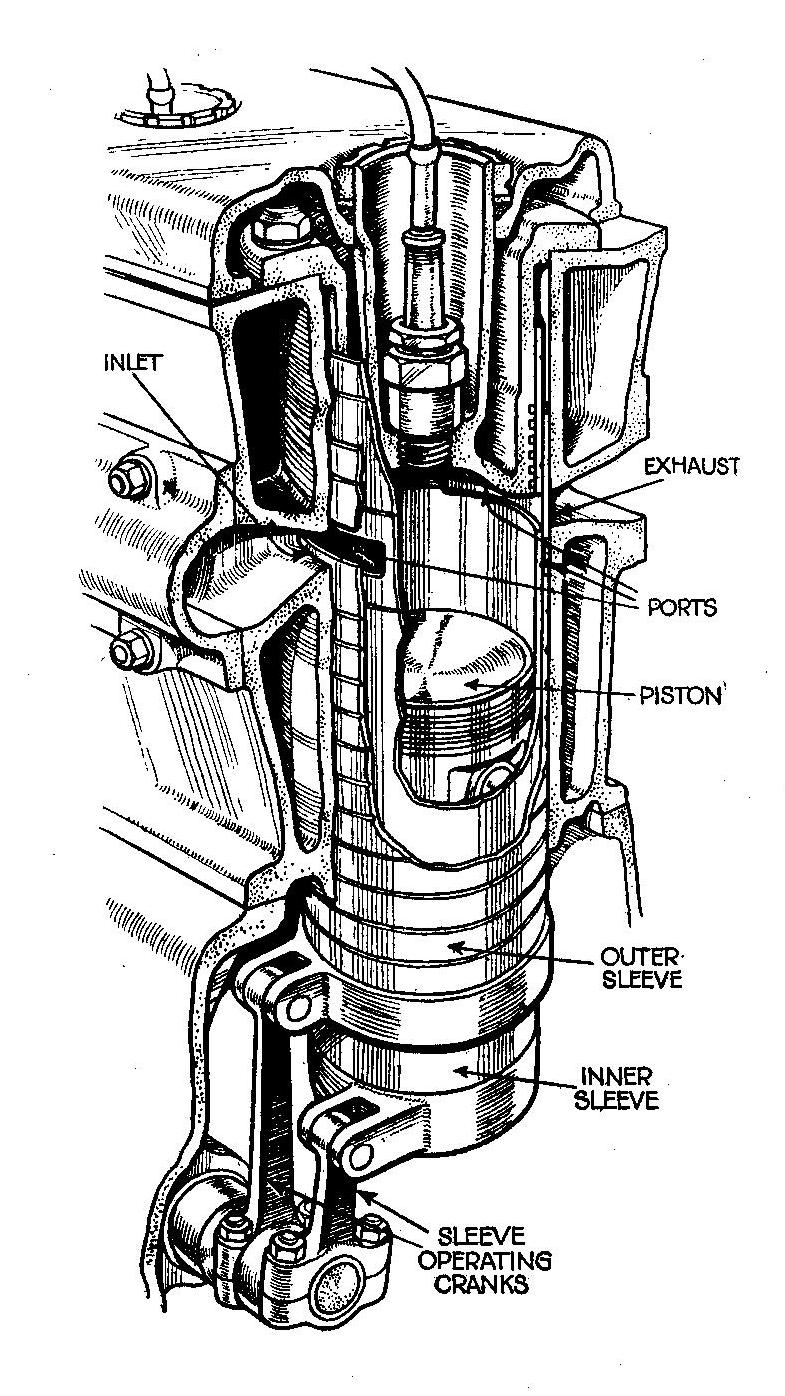
Schematický řez motorem „systému Knight“

Firma RAF na podnět svého konstruktéra J. Lavioletta v roce 1912 uzavřela smlouvu s firmou Daimler Co. Ltd. v Coventry o licenční výrobě bezventilových šoupátkových motorů Knight. V rozvodovém systému čtyřdobého pístového motoru není řízena doba sání a výfuku ventily, ale plášťovými šoupátky. Tento systém a motor vynalezl Američan Charles Yale Knight. V roce 1908 si jej dal patentovat ve Velké Británii a licenci na jeho výrobu pak zakoupily automobilky Daimler, Minerva, Panhard & Levassor, Itala, Benz a další. V jednotlivých státech mohla vlastnit licenci pouze jedna firma. V Rakousku-Uhersku se touto firmou stala liberecká automobilka. RAF potom vyráběla kvalitní, tiché a pružné, ale technologicky mimořádně náročné motory se dvěma dvojicemi válců, klikovým hřídelem uloženým v pěti dělených ložiscích, s tlakovým oběhovým mazáním a s nuceným oběhem chladicí kapaliny. RAF nabízel od roku 1913 čtyři typy automobilů s motory Knight (modely RAF-Knight 30/35 HP, RAF-Knight 10/30 HP, RAF-Knight 13/40 HP a RAF-Knight 18/50 HP). Motory Knight se také dodávaly v rámci Rakouska-Uherska firmě Puch v Grazu, ale spolupráce s touto firmou se neprojevila jako efektivní.
Liberecká automobilka v období před první světovou válkou patřila k největším automobilovým výrobcům v českých zemích a obohatila trh řadou typů osobních i užitkových vozů. Továrna přes velmi dobrou pověst splynula v roce 1912 kvůli finančním problémům s mladoboleslavskou automobilkou Laurin & Klement, která převzala i licenci na motory Knight. Theodor Liebieg byl potom členem správní rady firmy Laurin & Klement, ale ukončení výroby automobilů v Liberci roku 1916 nezabránil. Během let 1907-1913 bylo vyrobeno více než 10 typů automobilů. Všechny se vyznačovaly kvalitním dílenským zpracováním, zajímavými konstrukcemi a elegantními karoseriemi. Z vyrobených vozů RAF (celkové množství se odhaduje na dva až tři tisíce kusů) se jich dochovalo minimum, odhaduje se kolem 10 vozů, z toho dva jsou v Česku a další jsou v zahraničí.

## Automobily
První vůz nové značky RAF vyjel z Linserovy továrny v Barvířské ulici č. 18. Na pražské výstavě automobilů (22.-26. března 1908, Pražský salon automobilový) se firma RAF představila dvěma automobily. Větším modelem označeným jako RAF 24/30 HP (též označovaný jako typ T, 1907) se čtyřválcovým řadovým motorem o vrtání 105 mm a zdvihu 130 mm, což dávalo zdvihový objem 4500 cm³. Ten podával výkon 22,1 kW/30 k. Cestovní vůz byl charakterizován širokým chladičem, čtyřrychlostní převodovkou (čtvrtý stupeň v přímém záběru), brzdami na všechna čtyři kola (dvě nezávislé převodové brzdy a i ruční brzdou na zadní kola).  Spojka byla tzv. "mercedesovského" typu. Tento motor měl uspořádání "T", což znamenalo, že na každé straně válce byl jeden ventil. To ovšem znamenalo nutnost dvou vačkových hřídelů, poháněných ozubeným soukolím. Kliková hřídel byla vykována z chromniklové oceli a uložena ve třech velkých kuličkových ložiscích, což v té době rozhodně nebyla běžná konstrukce. Vysokonapěťové zapalovací magneto Bosch patřilo, stejně jako oběhové nucené mazání, k dalším pokrokovým konstrukčním prvkům. Tento typ se jako osobní vůz vyráběl do roku 1910 a pak ještě jako nákladní, když motor byl posunut vpřed a kabina řidiče byla umístěna nad motor, motor byl tedy umístěn pod místem pro řidiče (trambus).
Současně byl avizován i menší model, malý městský RAF 8/10 HP s dvouválcovým motorem o výkonu 7,4 kW/10 k, který byl ve výrobě od dubna 1908. Dále bylo uvedeno, že se firma zúčastní bosenské turistické jízdy a závodu o Cenu prince Jindřicha. V tomto závodě (Prinz Heinrich Fahrt) se čtyři vozy RAF umístily velmi dobře. Byl to etapový závod, který vedl z Berlína přes Vratislav, slovenské Tatry do Budapešti a odtud přes Vídeň a Salcburk do Mnichova. O rok později se liberecká továrna prezentovala na pražské výstave automobilů ve dnech 11.-18. dubna 1909 na stánku č. 20 a tisk tuto expozici označil za jednu z největších a nejvkusnějších. Byly vystaveny 4 vozy RAF 24/30 HP s karoseriemi landaulet, tříčtvrteční landaulet, dva vozy jako dvojité faetony a 3 vozy RAF 8/10 HP s karoserií faeton s kombinovanou karoserií, městský faeton a sportovní vůz (voiturette). Navíc před Průmyslovým palácem byl vystaven nákladní vůz RAF FW 25 a dva osobní vozy RAF určené k předváděcím jízdám.

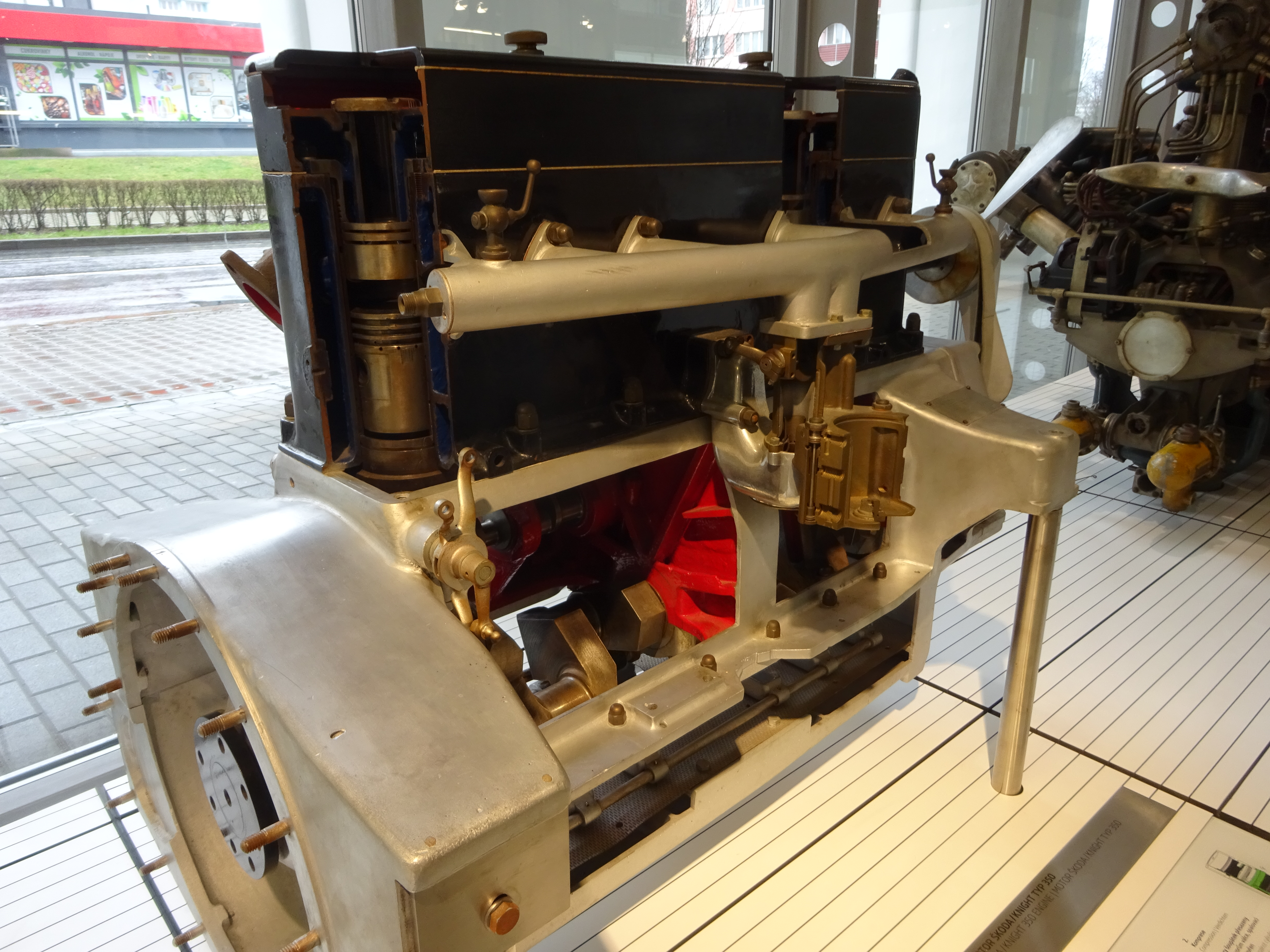
Motor RAF-Knight v řezu

Od roku 1909 byl vyráběn i model RAF 14/18 HP. U tohoto automobilu byly motor (zážehový, řadový čtyřválec R4), spojka a převodovka upevněny na společném rámu, což pomohlo v případě potřeby rychlé opravy šasi. Zdvihový objem činil 2410 cm³ při vrtání 80 mm a zdvihu 120 mm. Automobil s tímto motorem dosahoval výkonu 13,2 kW/18 k. Motor vozu byl odlitý v jednom bloku, ventily byly umístěny po jedné straně a chráněny před znečištěním. Byly chlazeny kapalinou z vodního chlazení, které bylo vybaveno čerpadlem a podporováno větrákem. Mazání se zubovým čerpadlem mělo kontrolku hladiny oleje v zorném poli řidiče. Řazení převodovkou se čtyřmi rychlosti vpřed a zpátečkou prováděl řidič ruční řadicí pákou umístěnou vně karoserie. Pružný přenos hnací síly umožňovala originální spojka Hele-Shaw. Motor a převodovka byly zespodu chráněny před znečištěním plechovým krytem. Nožní brzda působila na převody, ruční na zadní kola, součástí brzdného systému byla i již osvědčená horská vzpěra proti samovolnému couvání vozu na svahu. Diskutabilní novinkou byla doprava paliva ke karburátoru tlakem výfukových plynů z nádrže (80 l) umístěné vzadu na konci rámu. V pozdějších letech nahradil tento způsob dopravy paliva nasávač (palivové čerpadlo). Vůz bylo možno pořídit v různém provedení. Samotné šasi stálo 9300 korun, sportovní dvousedadlové provedení 11200 K, čtyřsedadlový vůz 12300 K a landaulet nebo limuzína 13650 K.

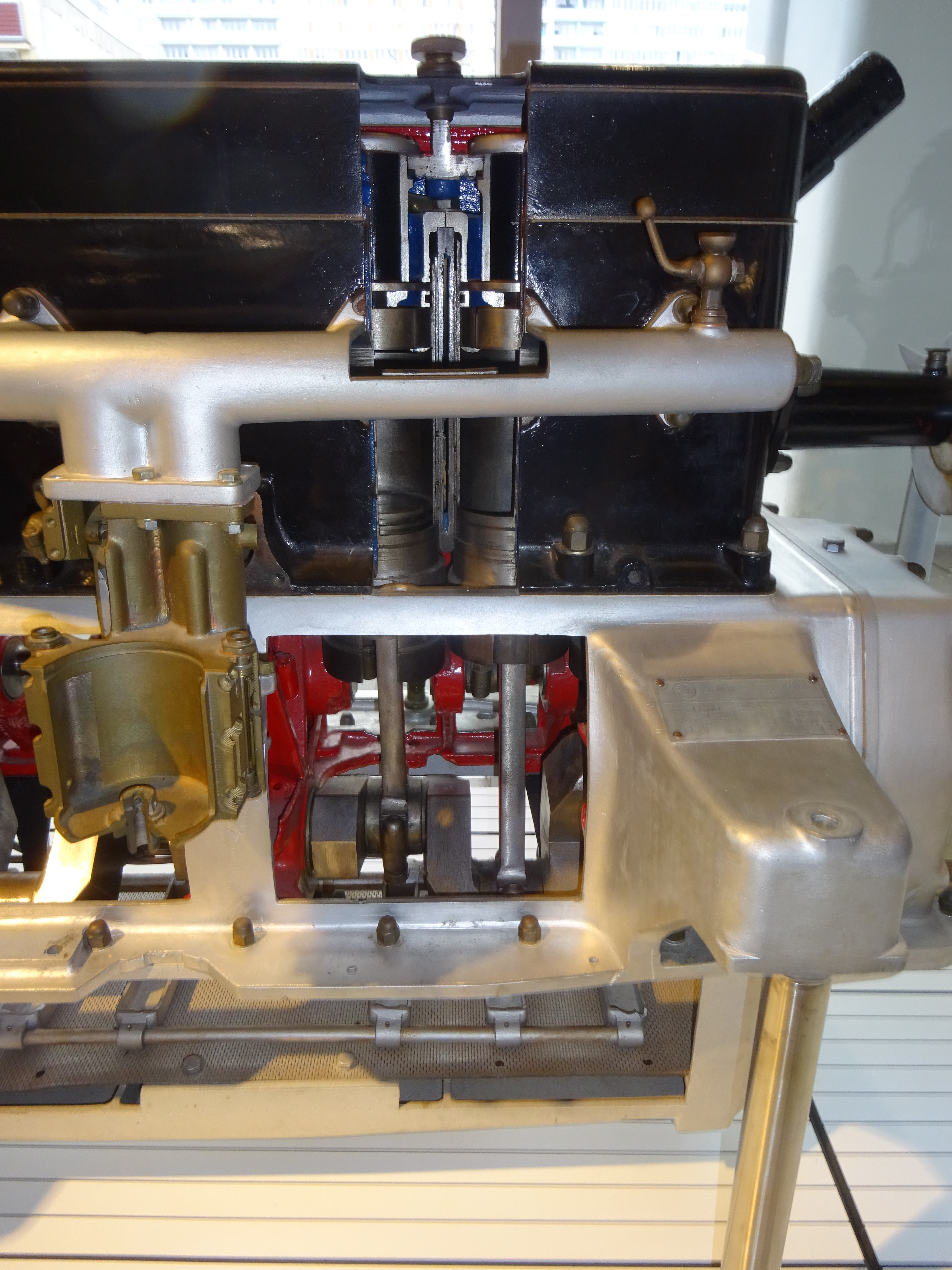
Motor RAF-Knight (Muzeum Škoda)

Od roku 1909 se vyráběl užitkový vůz RAF FW 25 (někdy označovaný jako RAF typ 25) s motorem o objemu 3053 cm³. Jednalo se v podstatě o dodávkový automobil se skříňovou, dřevěnou nástavbou. Zážehový, kapalinou chlazený čtyřválcový řadový motor (R4) s rozvodem SV o vrtání 90 mm a zdvihu 120 mm dosahoval výkonu 18,5 kW/25 k při 1000 ot/min. Vpředu umístěný motor byl vybaven tlakovým mazáním, vodním chlazením s čerpadlem a ventilátorem, vysokonapěťovým magnetem Bosch a karburátorem Pallas. Vůz měl třístupňovou převodovku se zpátečkou a s kuželovou třecí spojkou a poháněnou zadní nápravu. Vůz uzpůsobený pro dopravu dvou osob a příslušného nákladu dosahoval rychlosti 60-80 km/h při hmotnosti 1750 kg. Ruční brzda působila pouze na zadní kola. Kola z jasanu byla loukoťová, vpředu 10" a vzadu 12" (palcová). Pneumatiky o rozměrech 820x120 mm pocházely od firmy Dunlop. Základní rozměry tohoto vozu: rozvor náprav 3000 mm, rozchod kol 1290/1300 mm, vnější rozměry: délka 4200 mm, šířka 1550 mm, výška 2350 mm. Vůz měl spotřebu 10 až 11 litrů benzínu na 100 km při ustálené rychlosti 20 až 50 km/h. Dodávka se vyráběla až do roku 1912. Jediný dochovaný podvozek RAF 18/22 HP byl v roce 1976 opatřen replikou původní skříňové nástavby (LIAZ, závod 09 Holýšov) a je vystaven v NTM.
Ve stejném roce (1909) byla zahájena výroba modelu RAF H 10. Ten byl nabízen jako otevřený čtyř až pětimístný vůz (double phaeton) s motorem vpředu a pohonem zadních kol. Řadový čtyřválec s rozvodem SV měl zdvihový objem 5320 cm³ dané vrtáním 110 mm a zdvihem 140 mm. Motor dosahoval výkonu 33 kW/45 k při 1600 ot/min. Klikový hřídel byl uložen na valivých ložiskách. Čtyřstupňová převodovka měla více lamelovou spojku a chlazení kapalinové. Obě nápravy tuhé byly zavěšeny na listových perech. Zajímavostí vozu byly čtyři brzdové systémy na sobě nezávislé. Jednalo se o 2 nožní převodové brzdy se samostatnými pedály, které působily na převodovku a zadní kola, dále normální ruční brzdu a tzv. horskou vzpěru, brzdu proti nechtěnému odjetí z kopce a nebo proti nežádoucímu couvání při jízdě do strmých kopců – Bergstütze. Vůz o hmotnosti 1400 až 1800 kg dosahoval rychlosti až 90 km/h při spotřebě 18 l/100 km. Jeden z těchto vozů byl určen pro císařský dvůr Františka Josefa a druhý pro majitele továrny barona Liebiega. RAF H 10 je jediný funkční exemplář, který se v Česku zachoval do dnešního dne v originálním stavu a který se po renovaci několikrát objevil na nejrůznějších veteránských akcích a i na výstavě 100 let RAF.

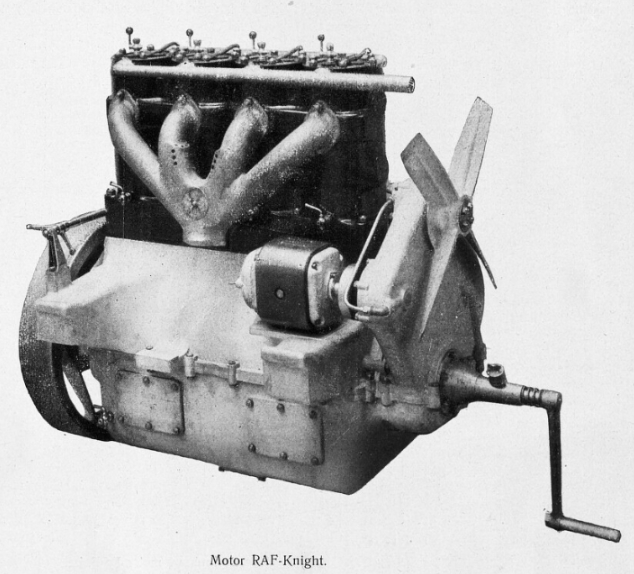
Motor RAF-Knight 30/35 HP (1913)

Pod vedením tehdy známého konstruktéra Paula Henzeho (1910-1912) vznikly další modely RAF. Z firmy RAF vyjelo i několik autobusů RAF 40 HP Cardan Omnibus, též označovaný jako Charabancs (1910), buď jako malý minibus pro 8 osob nebo vyhlídkový pro lázně Jáchymov pro 26 osob či luxusní pro 37 osob s baldachýnovou střechou. Měl čtyřválcový řadový, vodu chlazený motor o objemu válců 3308 cm³ (vrtání 90 mm, zdvih 130 mm) a výkonu 29,4 kW/40 k. K výbavě samotného podvozku patřil i kompresor na huštění pneumatik, hydraulický zvedák a druhý těžký hever. V otevřeném provedení byly autobusy vybaveny příčnými sedadly polštářovanými kůží a pro případnou nepohodu americkou skládací střechou. Zavřené autobusy měly uvnitř podél stěn dvě podélné lavice, rovněž polštářované kůží, závěsná držadla pro stojící osoby a vytápění výfukovými plyny. K výbavě patřilo i stropní osvětlení, větrací okénka, zavazadlová zahrádka na střeše a sklápěcí sedátko vedle řidiče pro průvodčího.
Od roku 1911 se vyráběly typy RAF 24/28 HP se čtyřválcem 3560 cm³ o výkonu 20,6 kW/28 k a malý vůz RAF 10/12 HP se čtyřválcem 1560 cm³ o výkonu 8,8 kW/12 k. Standardní modely RAF vzhledem k vysokým cenám se však prodávaly jen málo, proto se vyráběly v té době také licenční vozy firmy z dolnosaského města Varel (Hansa-Automobil Gesellschaft m.b.H.). Byly to dva modely Hansa 6/14 PS a Hansa 10/22 PS. V Německu naopak postavili zase několik exemplářů RAF. Hansa měla zastoupení pro prodej automobilů RAF v Německu i Rakousko-Uhersku.
V roce 1912 tovární tým RAF s jezdci Dörringem a Lukschem dobyl první místa v náročné Alpské jízdě. Trasa 3. ročníku náročné soutěže startovala 16. června za účasti 85 strojů a vedla z Vídně přes etapová města Spittal an der Drau, Trento, Toblach, Terst, Lublaň, Štýrský Hradec zpět do Vídně, kam vozy dorazily 23. června. Trať úhrnem měřila 2364 km. Český automobilový průmysl byl zastoupen 4 vozy a jezdci Laurin&Klement, 3 vozy vyslala Českomoravská továrna na stroje (Praga) a 2 vozy Liberecká továrna automobilů RAF. O rok později (22.-29. června 1913) liberecká automobilka nasadila do této soutěže (Alpská jízda) 2 automobily se šoupátkovými motory RAF-Knight. Tovární jezdci Suppan a Luksch dojeli v soutěži na bronzové medaile. Z Čech se ještě zúčastnila mladoboleslavská továrna Laurin & Klement, rovněž se dvěma vozy (Otto Hieronimus, Alexander Kolowrat).
V roce 1913 vznikl i automobil označovaný jako RAF 40/45 (též označovaný jako C 25) s nejsilnějším motorem o objemu válců 5699 cm³, s vrtáním 110 mm a zdvihem 150 mm. Motor tohoto typu dosahoval výkonu 33,1 kW/45 k. Vůz měl čtyřválcový motor odlitý ve dvou blocích a ventily navzájem vyměnitelné. Převodovka byla čtyřrychlostní se zpátečkou. Vůz měl rozchod kol 1400 mm, rozvor 3200 mm a byl dlouhý 4305 mm. Vůz dosahoval, osazen pneumatikami 875x105 mm vpředu a 860x120 mm vzadu, maximální rychlosti 90 km/h. Za příplatek se dodávala drátěná kola Rudge-Whitworth. Samotné šasi přišlo na 15000 K, dvousedadlový sportovní vůz stál 17000 K, čtyřsedadlový dvojitý faeton 18500 K a nejdražší byla limuzína Pullmann-landaulet za 19350 K.
Na Pražské výstavě automobilové v roce 1913 vystavovala liberecká společnost automobil RAF-Knight 30/35 HP (1912) se čtyřválcovým řadovým motorem (vrtání 100 mm, zdvih 150 mm) o zdvihovém objemu válců 4712 cm³ a výkonu 25,7 kW/35 k. Novinkou bylo použití licenčních šoupátkových rozvodů Knight. Válce motoru byly odlévány v páru, pohon rozvodových kol zabezpečoval řetěz, umístěný na přední straně motoru. Hlavní hřídel byl 5x zalomený a spočíval v 5 přiměřeně silných, dělených trubkových ložiscích. Vodní chlazení bylo podporováno ventilátorem a cirkulační pumpou, která byla poháněna rozvodovým kolem. To bylo na hřídeli, který poháněl i magneto. Mazání bylo tlakové, cirkulační s olejovou pumpou. Karburátor Zenith byl předehříván vzduchem. Převodovka byla čtyřstupňová se zpátečkou a spojka lamelová.

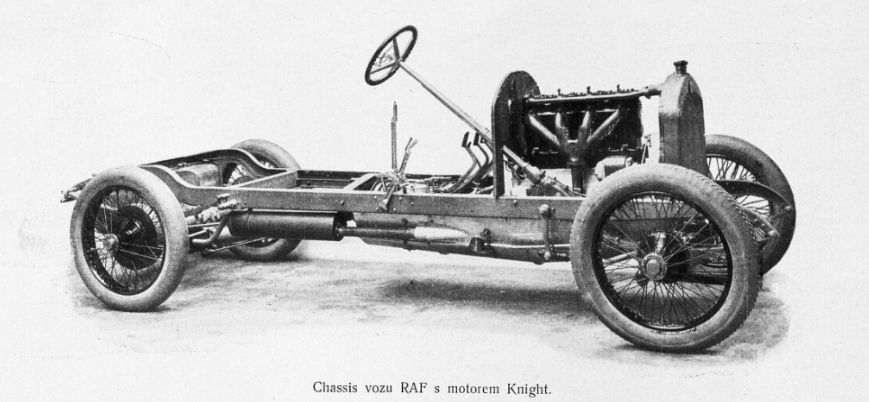
Podvozek vozu RAF s motorem Knight (1913)

Do vypuknutí 1. světové války se podařilo vyvinout ještě tři nové modely s motory dle patentu Knight: RAF-Knight 10/30 HP, 13/40 HP a 18/50 HP. 
RAF-Knight 10/30 HP vyvinutý v Liberci byl zde vyráběn jako dvoudveřový dvoumístný roadster s motorem vpředu a pohonem zadních kol. Motor byl zážehový, kapalinou chlazený řadový čtyřválec (R4) a s rozvodem šoupátky (Knight) o objemu válců 2413 cm³ (vrtání 80 mm, zdvih 120 mm). Měl mechanickou čtyřstupňovou převodovku, karburátor Zenith. Obě nápravy tuhé na listových perech. Základní rozměry byly: rozvor náprav 3150 mm, rozchod kol 1300/1300 mm a hmotnost 1100 kg (roadster) až 1400 kg (faeton). Dosahoval výkonu 22 kW/30 koní a maximální rychlosti 65 km/h. Tento automobil byl po sloučení s L&K vyráběn pod označením Laurin & Klement OK až do roku 1916 jako otevřený čtyř až šestimístný faeton. Bylo vyrobeno celkem 25 kusů.
Model RAF-Knight 13/40 HP (též označovaný jako RAF-Knight typ MK, 1912) byl čtyřdveřový pětimístný faeton s motorem vpředu a pohonem zadních kol. Zážehový, kapalinou chlazený řadový čtyřválec (R4) měl šoupátkový rozvod (Knight). Zdvihový objem 3308 cm³ umožňoval výkon 29 kW/40 k. Vůz byl osazen mechanickou čtyřstupňovou převodovkou. Při hmotnosti 1300 kg dosahoval max. rychlosti 70 km/h. Podvozek měl rozvor náprav 3200 mm a rozchod kol 1350/1350 mm. Vůz byl dlouhý 4465 mm, široký 1700 mm a vysoký 1570 mm. Kola s pneumatikami rozměru 880x120 mm byla buď dřevěná s odnímatelnými ráfky nebo ocelová Michelin. Hnací síla se na zadní nápravu přenášela šnekovým převodem, proti nečistotě chráněným kónickým pouzdrem. Vůz měl 3 brzdy navzájem na sobě nezávislé. Dvě byly převodové, ovládané pedálem, ruční brzda působila na zadní kola. I u tohoto typu měl řidič k dispozici brzdu proti zpětnému sjíždění ze svahu. Typu MK se vyrobilo od roku 1912 do roku 1925 celkem 904 kusů.
Model RAF-Knight 18/50 HP (1913) byl dvoudveřový nebo čtyřdvéřový pětimístný faeton s motorem vpředu a pohonem zadních kol. Zážehový, kapalinou chlazený řadový čtyřválec (R4), rozvod šoupátky (Knight), zdvihový objem válců 4713 cm³ (vrtání 100 mm, zdvih 150 mm), bez přeplňování, výkon 37 kW (50 koní) při 1600 ot/min, karburátor Zenith, mechanická čtyřstupňová převodovka. RAF 18/50 HP se dodával dokonce v sedmi provedeních a podle toho mohl mít dvě, tři, čtyři nebo šest sedadel. Základní rozměry vozu byly: rozvor náprav 3400 mm, rozchod kol 1400/1400 mm, pohotovostní hmotnost 1700-1800 kg, maximální rychlost 80-90 km/h. Vpředu i vzadu tuhá náprava a podélná listová pera, přední brzdy vůz neměl, zadní byly bubnové. Model 18/50 HP byl vyráběn od roku 1913, pod značkou RAF bylo vyrobeno 31 vozů. Po převzetí mladoboleslavskou firmou byl vůz dále vyráběn jako Laurin & Klement RK i počátkem 20. let, bylo postaveno dalších 85 vozů, celkem tedy 116 vozů.
Společníci firmy RAF se v roce 1913 rozhodli odprodat (i po úspěšné prezentaci na jubilejním X. ročníku pražské automobilové výstavy) rozpracovanou výrobu automobilce Laurin & Klement. Ta tím zároveň získala i patent na motory Knight, které po této fúzi přispěly k obohacení škály mladoboleslavské produkce. Ta tyto čtyřválcové a šestiválcové motory Knight vyráběla a používala k zástavbě do automobilů až do svému zániku v roce 1925 a ještě po převzetí koncernem Škoda Plzeň (mj. Laurin & Klement MK a MK6/Laurin & Klement 400 a 450, Laurin & Klement 150, Laurin & Klement Škoda 350 atd.).
Rok 1916 učinil definitivní tečku za výrobou osobních automobilů v Liberci. Továrna byla staronovými majiteli přeměněna nejprve na přádelnu česané příze a po čtyřech letech na výrobu koberců.

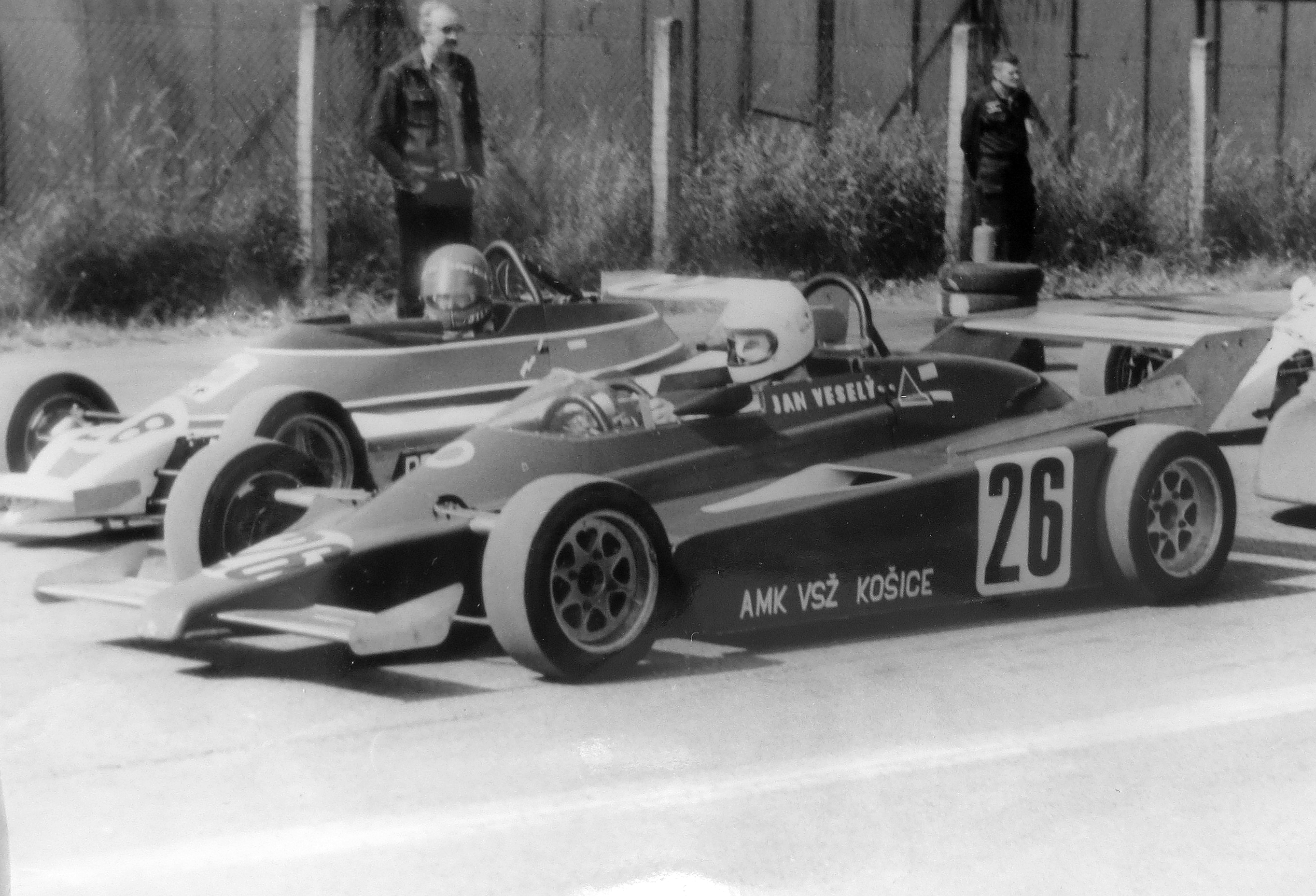
Jan Veselý, RAF 80 (formule Easter), Brno 1982

## Epilog
Automobily RAF byly v Liberci ještě stavěny v létech 1975 až 1986, ale šlo o několik jednotlivých závodních monopostů formule Easter s motory Škoda 110 (RAF 75) a VAZ 21011 (RAF 79, RAF 80) resp. formule Mondial s motorem z vozu VAZ 2106 (RAF 86). Název v minulosti slavné značky si vypůjčili liberečtí závodníci, bratři Jan Veselý a Jiří Veselý, kteří ve spolupráci s odborníkem na aerodynamiku Ing. Karlem Dlouhým z Aera Vodochody postavili několik těchto speciálů. Při označování typu doplnili navíc mimo základní písmena RAF ještě dvojčíslí vztažené k roku výroby, případně k roku přestavby. Je pravdou, že v 70. a 80. letech oba bratři notně "proháněli" vozy řady MTX stavěné Metalexem (konstruktér Václav Pauer a Václav Král) i monoposty Avie (konstruktér a závodník Václav Lím). V roce 1982 Jan Veselý zvítězil s vozem RAF 80 (65 kW/88 k) v tehdejším Poháru míru a přátelství (mezinárodní mistrovství socialistických zemí) a současně byl i mistrem ČSSR v závodech formule Easter na okruzích. I v roce 1989 Jan Veselý na voze RAF 86 s motorem o zdvihovém objemu 1600 cm³ a výkonu 126 kW/172 k zvítězil v mistrovství republiky a získal titul mistra ČSSR.

## Fotogalerie

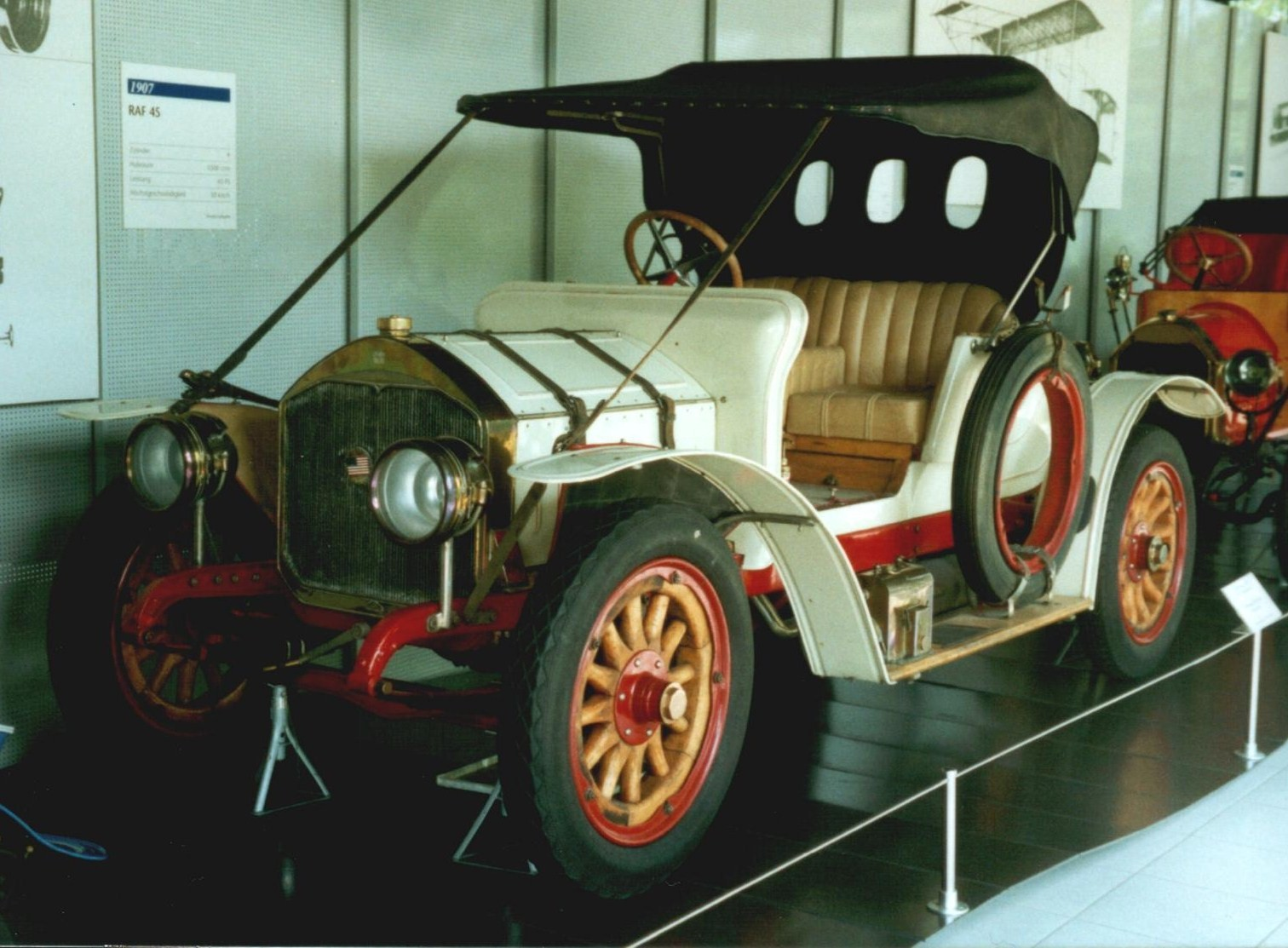
RAF 24/30 HP z roku 1907
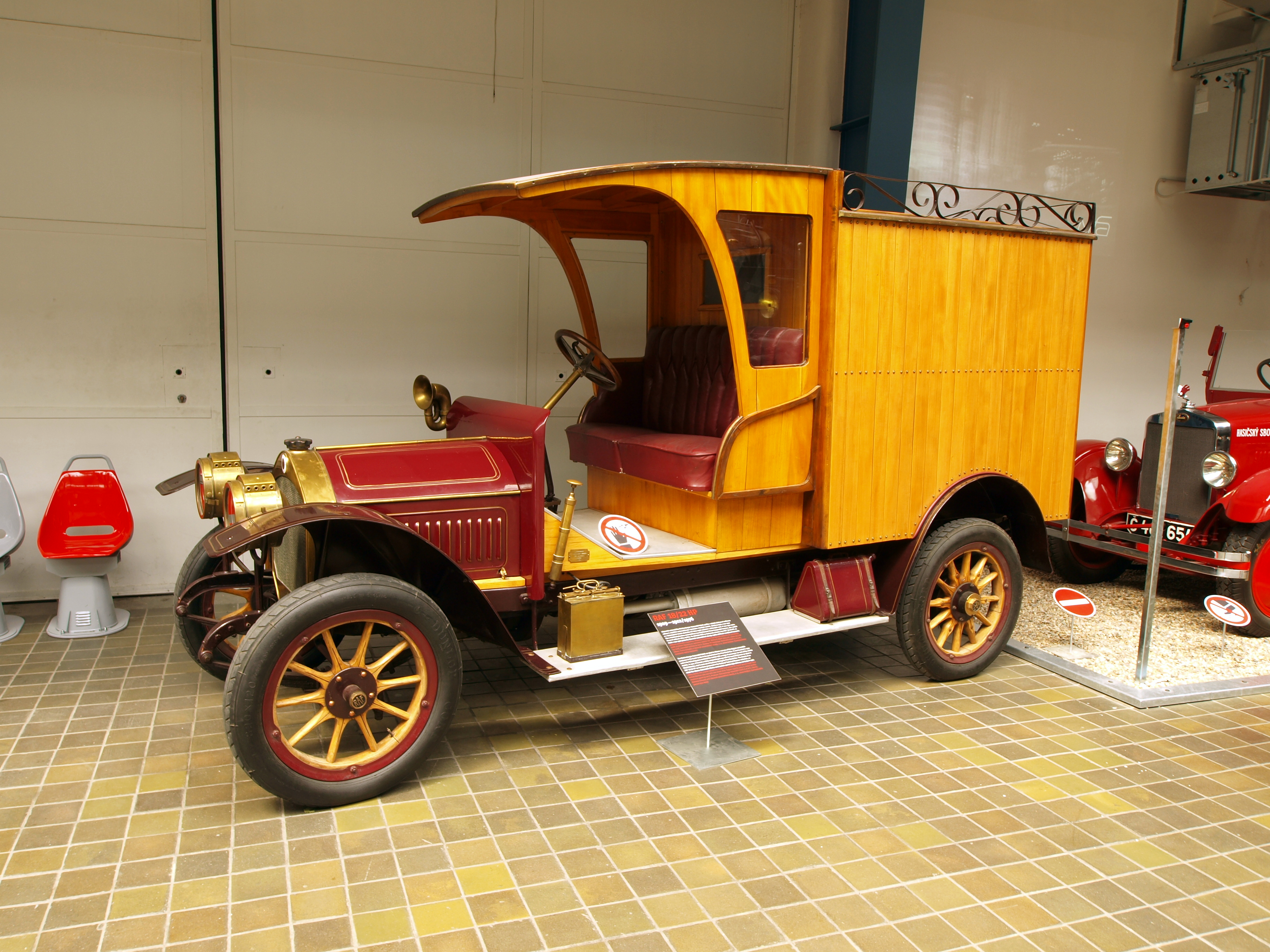
RAF FW 25 (1909-1912), replika na podvozku RAF 18/22 HP
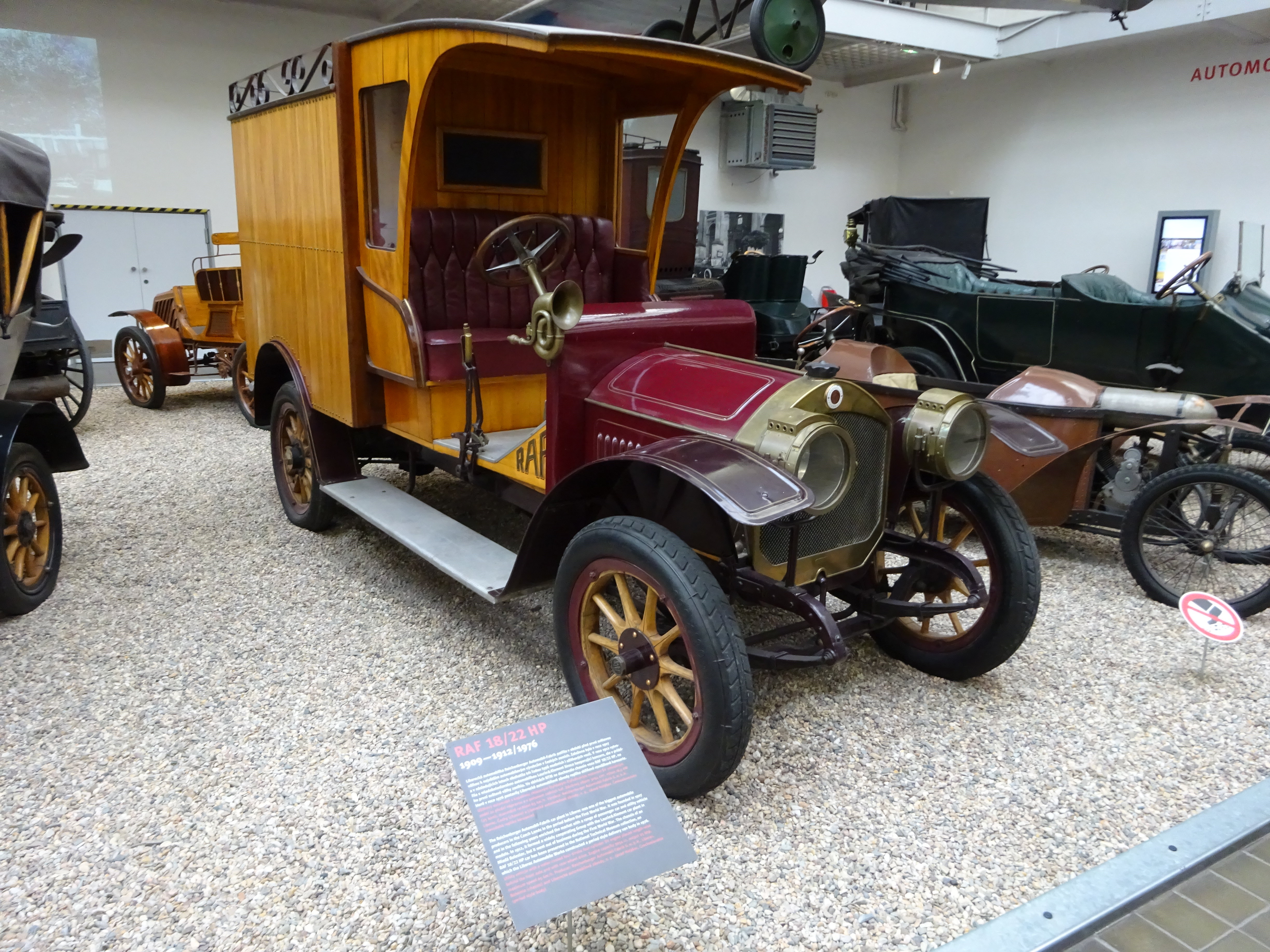
Replika automobilu RAF FW 25 na podvozku RAF 18/22 HP (NTM 2023)
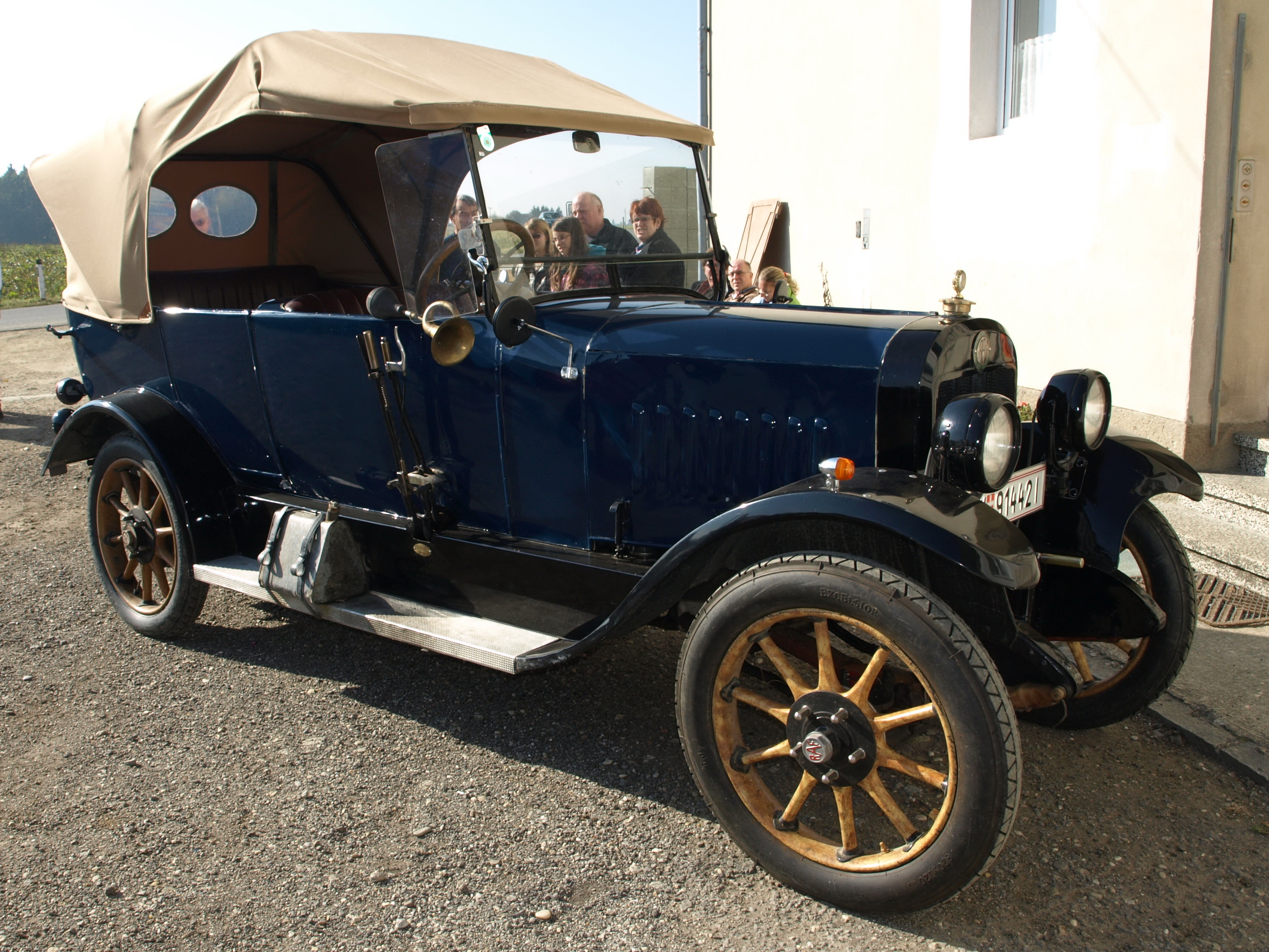
RAF 13/40 HP (1913)
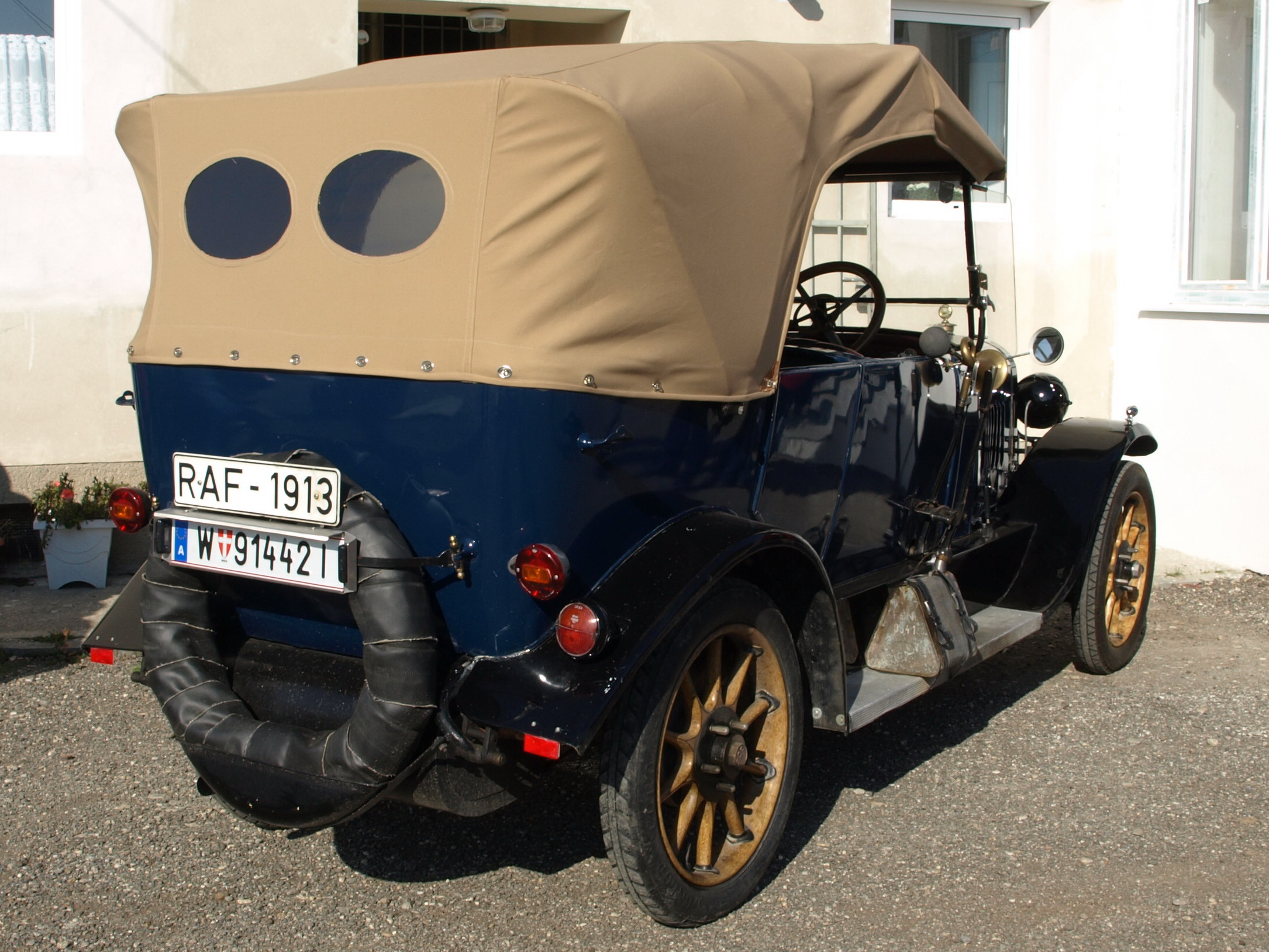
RAF 13/40 HP (1913)
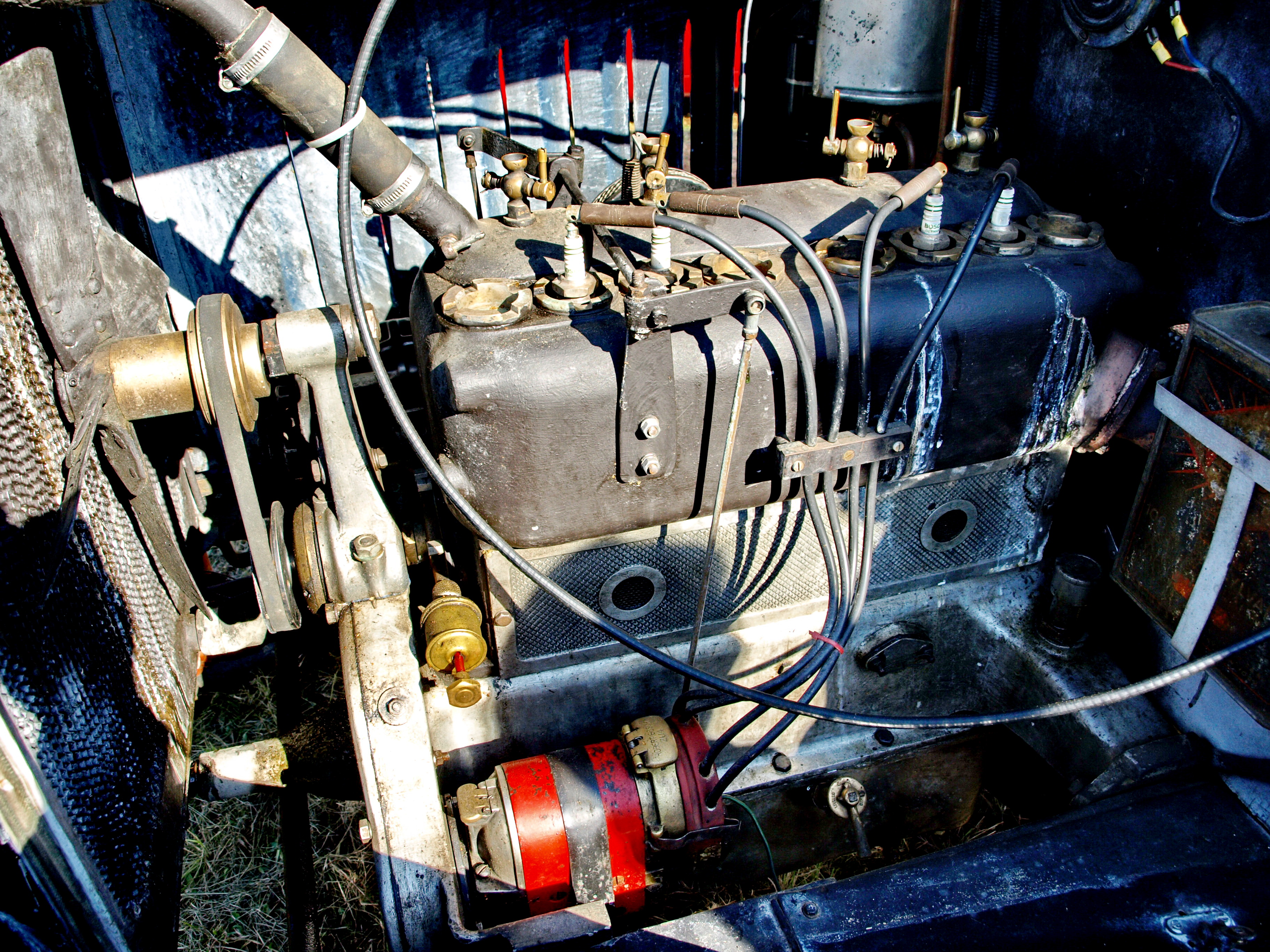
Motor RAF-Knight (1913)
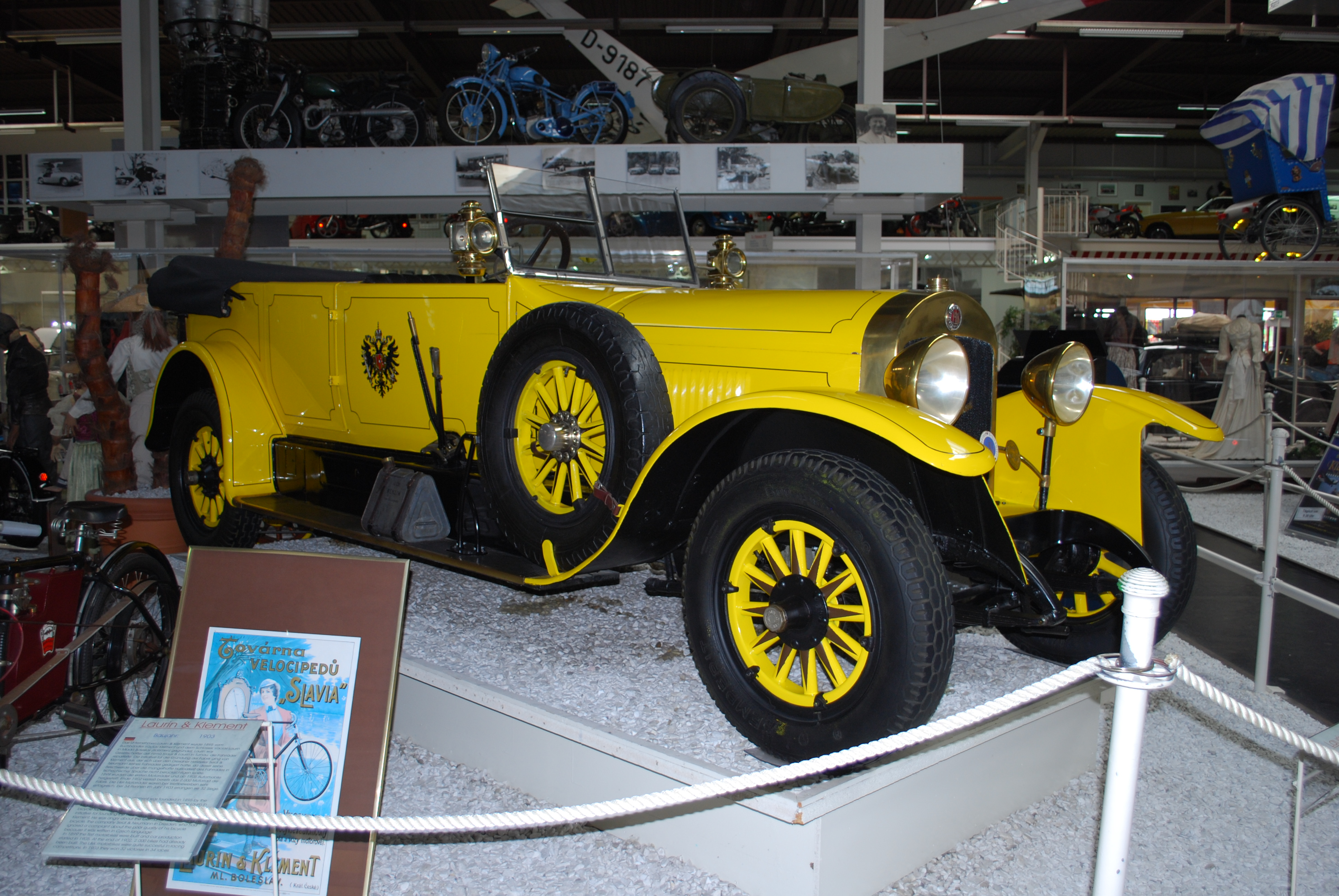
RAF 18/50 HP (Laurin & Klement RK z roku 1916)

## Zajímavosti
Jedním z prvních zákazníků byl také Josef Ignác Salomon von Hohenweeb, majitel textilní továrny v Kateřinkách.